# Oreya

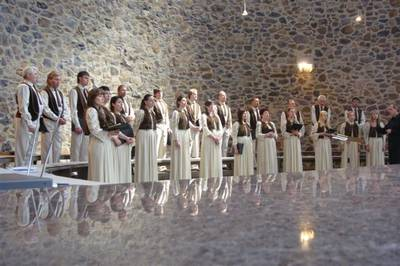
Der Chor in einem Gottesdienst in St. Martin, Idstein 2009

Oreya ist ein gemischter Kammerchor a cappella aus Schytomyr, Ukraine, der international in Konzerten und Wettbewerben auftritt.

## Geschichte
Der Chor Oreya wurde 1986 von Alexander Vatsek gegründet, der ihn seitdem leitet. Programmatische Schwerpunkte sind einerseits Chorwerke aus der Ukraine, andererseits internationale, oft geistliche Chormusik, zum Beispiel Alfred Schnittkes Pater Noster, Samuel Barbers Agnus Dei, Eric Whitacres Lux Aurumque, Arvo Pärts Kyrie und Hyo-Won Woos Gloria (1972).
Der Chor errang Preise bei internationalen Chorwettbewerben wie dem Internationalen Robert-Schumann-Chorwettbewerb und dem 14. Internationalen Kammerchor-Wettbewerb Marktoberdorf 2015, bei dem Oreya unter anderem einen Sonderpreis für die beste Interpretation eines geistlichen Chorwerks für Schnittkes Lord Jesus Christ erhielt. Der Chor trat bei der Aachener Biennale 2009 sowohl in Einzelkonzerten auf als auch im Abschlusskonzert gemeinsam mit sechs anderen internationalen Chören in Leonard Bernsteins Kaddish.
Daniel Honsack, ein Rezensent des Wiesbadener Tagblatts, schrieb über Oreyas Konzert in St. Martin, Idstein: „Der Chor beeindruckt mit sanfter Nachhaltigkeit und eindringlicher Schärfe. Verblüffend ist die klangliche Homogenität, die auch bei scheinbar chaotischer Choraufstellung beibehalten wird. Die einzelnen Stimmgruppen glänzen durch eigenständige Klangfarben, die sich immer wieder neu zusammenmischen lassen.“
Im Juni 2016 trat der Chor in Israel auf, gemeinsam mit dem Gary Bertini Israel Choir, in Galakonzerten des Israel Philharmonic Orchestra, geleitet von Wassili Petrenko, in Rachmaninoffs Chorsinfonie Die Glocken.